# Eduard Nortz
Eduard Nortz (* 17. September 1868 in Ruppertsberg; † 4. März 1939 in München) war ein deutscher Verwaltungsjurist und Ministerialbeamter in Bayern.

## Leben
Nortz war ein Sohn des Gutsbesitzers Johann Jakob Nortz aus Ruppertsberg und seiner Frau Babette, geb. Dick. Nach dem Besuch des humanistischen Gymnasiums in Neustadt an der Haardt studierte er Rechtswissenschaften an den Universitäten Halle, München und Würzburg. 1887 wurde er im Corps Guestphalia Halle und im Corps Franconia München recipiert. Im August 1890 legte er in Würzburg das erste juristische Examen ab. Bis 1893 war er als Rechtspraktikant bei verschiedenen Gerichten in München beschäftigt. Im Dezember 1893 legte er in München die juristische Staatsprüfung ab. Von Juni bis August 1895 hielt er sich zu Studienzwecken in Paris und London auf. Anschließend arbeitete er als geprüfter Rechtspraktikant und Regierungsakzessist in München. Im Juli 1897 wurde er Bezirksamtsassessor in Schrobenhausen, 1901 dasselbe in München. Am 1. August 1906 wurde er Regierungsassessor bei der Regierung von Mittelfranken in Ansbach, am 1. Februar 1909 Bezirksamtmann in Stadtsteinach und am 1. Februar 1913 Regierungsrat bei der Regierung der Pfalz in Speyer. 1918 wechselte er als Geheimer Legionsrat in das Staatsministerium des Äußeren in München. Später war er Oberregierungsrat und Ministerialrat im Handelsministerium. 1920 war er als Staatskommissar verantwortlich für die Niederschlagung eines Aufstandes in Nordost-Oberfranken, von Oktober 1920 bis Juli 1921 war er als Staatskommissar für die Entwaffnung der Zivilbevölkerung Bayerns, unter anderem der Einwohnerwehr unter Leitung von Georg Escherich, verantwortlich. Von 1921 bis 1923 war Nortz Polizeipräsident in München, danach Generalstaatsanwalt. 1926 wurde er Senatspräsident am Verwaltungsgerichtshof in München. 1933 trat Nortz in den Ruhestand.

## Politik
Nortz war Mitglied des Bayerischen Bauern- und Mittelstandsbundes (BBM) und hatte in den Jahren 1928/29 einen Sitz im Bayerischen Landtag; Nortz legte sein Mandat am 31. Dezember 1929 etwa zur Hälfte der Legislaturperiode des Landtags aus gesundheitlichen Gründen nieder, seine Nachfolgerin war Gertraud Wolf.

## Ehrungen
- König Ludwig-Kreuz in Silber
- Ehrenmitglied des Corps Franconia München[1]
- Nortz-Straße in Ruppertsberg